# غوليون كي راسليلا رام-ليلا
غوليون كي راسليلا رام-ليلا (بالهندية: गोलियों की रासलीला रामलीला)‏ (بالإنجليزية: Goliyon Ki Raasleela Ram-Leela)‏ بالعربية معناه مسرحية من الرصاص رام-ليلا هو فيلم درامي رومانسي هندي من تأليف وإنتاج وإخراج وتلحين سانجاي ليلا بهنسالي. الفيلم مقتبس عن قصة الحب الملحمية روميو وجولييت لويليام شكسبير. الأدوار الرئيسية من بطولة رانفير سينغ وديبيكا بادوكون. كان عنوان الفيلم في البداية Ram-Leela ولكن تم تغييره إلى Goliyon Ki Raasleela Ram-Leela استجابة لأمر صدر عن المحكمة العليا في دلهي.
تم إصدار الفيلم في 15 نوفمبر 2013 وافتتح بإشادة كبيرة من النقاد وضربات قوية في شباك التذاكر في جميع أنحاء العالم. في النهاية بلغت إيرادات الفيلم نحو 33 مليون دولار أمريكي وأصبح واحداً من أعلى أفلام بولييود دخلاً لعام 2013 وأكثر حاصل على جوائز حيث فاز بثلاثة جوائز فيلم فير من أصل ثمانية ترشيحات.

## البطولة
- رانفير سينغ بدور رام راجادي
- ديبيكا بادوكون بدور ليلا سانيرا
- سوبريا باثاك كابور بدور دهانكور با (والدة ليلا)
- ريتشا تشادا بدور راسيلا
- خومي واديا بدور رادو
- شاراد كيلكار بدور كانجي (أخ ليلا)
- غولشان ديفاياه بدور بهافاني
- برخا بيشت سينغوبتا بدور كيسار
- أبهيمانيو سينغ بدور ميغجي (أخ رام)
- رضا مراد بدور ساربانتش
- جميل خان بدور فانكا
- أنشول تريفيدي بدور ماندار
- بهارات تشاودا بدور مانغا
- بريانكا تشوبرا (ظهور خاص في أغنية "Ram Chahe Leela")

## التطوير

### التصوير
في البداية تم التصوير في غوجارات وبعض المشاهد تم تصويرها في اودايبور وبالأخص في قصر اودايبور وغانغاور غات حيث تم تصوير أغنية. قصة الفيلم تدور في غوجارات. في اودايبور، قام سينغ بتصوير مشاهد أغنية في مياه باردة متجمدة لمدة 45 دقيقة. كما أصيبت بادوكون في الموقع.
محاولات كارينا كابور للعمل مع بهانسالي فشلت، بعد أن وقعت في البداية للأداء في هذا الفيلم، إلا أنه تم استبعادها لاحقا من قبل بهانسالي. وورد بإنه قد تم اختيار بريانكا تشوبرا كبديل، ولكن تم استبدالها أيضا لأسباب غير معروفة. ديبيكا بادوكون أخيرا وقعت على الفيلم في أغسطس 2012، كما أكد رانفير سينغ. سينغ، الذي يلعب دور صبي غوجراتي، كان عليه تعلم بعض الشتائم الغوجراتية وكذلك اكتساب العضلات لشخصيته في الفيلم.

## الموسيقى التصويرية
هذه المرة الثانية التي يقوم فيها سانجاي ليلا بهانسالي بالتلحين لفيلم، الأول كان فيلم Guzaarish عام 2010. القصائد الغنائية كتبت من قبل سيدهارث - جاريما. صدر الألبوم الموسيقى في 2 أكتوبر 2013 بعد التأخير بسبب المشاكل الصحية لرانفير سينغ.
| 1.  | "Ram Chahe Leela"        | بومي تريفيدي          | 4:04 |
| 2.  | "Lahu Munh Lag Gaya"     | شايل هادا             | 5:00 |
| 3.  | "Ang Laga De"            | أديتي باول، شايل هادا | 5:27 |
| 4.  | "Poore Chand"            | شايل هادا             | 4:08 |
| 5.  | "Nagada Sang Dhol"       | شريا غوشال، عثمان مير | 4:33 |
| 6.  | "Laal Ishq"              | أريجيت سينغ           | 6:27 |
| 7.  | "Ishqyaun Dhishqyaun"    | أديتيا نارايان        | 4:51 |
| 8.  | "Mor Bani Thanghat Kare" | عثمان مير، أديتي باول | 3:58 |
| 9.  | "Dhoop"                  | شريا غوشال            | 3:36 |
| 10. | "Tattad Tattad"          | أديتيا نارايان        | 4:58 |

## روابط خارجية
- غوليون كي راسليلا رام-ليلا على موقع IMDb (الإنجليزية)
- غوليون كي راسليلا رام-ليلا على موقع روتن توميتوز (الإنجليزية)
- غوليون كي راسليلا رام-ليلا على موقع قاعدة بيانات الأفلام العربية
- غوليون كي راسليلا رام-ليلا على موقع ألو سيني (الفرنسية)
- غوليون كي راسليلا رام-ليلا على موقع أول موفي (الإنجليزية)
- غوليون كي راسليلا رام-ليلا على موقع بوكس أوفيس موجو (الإنجليزية)
- غوليون كي راسليلا رام-ليلا على موقع قاعدة بيانات الفيلم (الإنجليزية)
- غوليون كي راسليلا رام-ليلا على موقع ليتربوكسد (الإنجليزية)
- غوليون كي راسليلا رام-ليلا على موقع كينوبويسك (الروسية)